# Valdemar Psilander
Valdemar Einar Psilander (* 9. Mai 1884 in Kopenhagen; † 6. März 1917 ebenda) war ein dänischer Stummfilmschauspieler.

## Leben
Psilander hatte sein Debüt als Theaterschauspieler im Jahre 1901. Seit 1910 arbeitete er für den Film und wurde gleich durch seinen ersten Film Dorian Grays Portræt zum ersten Darsteller des Dorian Gray in der Filmgeschichte. Von 1911 bis 1916 war er bei Nordisk Film angestellt und spielte in 83 Filmen, häufig unter der Regie von August Blom. In seinem ersten Jahr beim Film trat er neben Asta Nielsen in Urban Gads Der schwarze Traum (Den sorte drøm) und August Bloms Ballettänzerin (Balletdanserinden) auf. Der elegante und attraktive Schauspieler wurde innerhalb kurzer Zeit zum Filmstar in Dänemark, aber auch in Russland und Deutschland.
Psilander beabsichtigte, sich von Nordisk zu trennen und eine eigene Produktionsfirma zu gründen, doch er starb unter nicht endgültig geklärten Umständen in seinem Hotelzimmer. Es wird Selbsttötung angenommen.

## Filmografie
- 1910: Dorian Grays Portræt

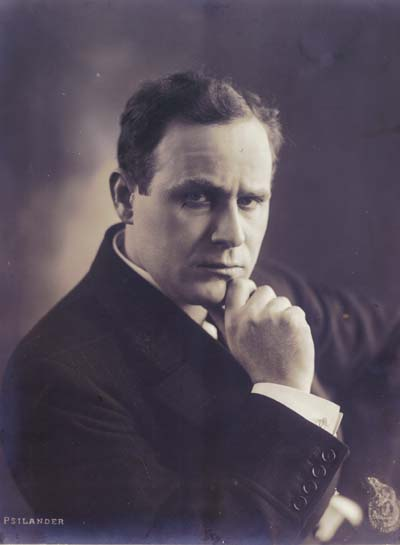
Valdemar Psilander

- 1911: Versuchungen der Großstadt (Ved Fængslets Port)
- 1911: Den farlige Alder
- 1911: En lektion
- 1911: Der schwarze Traum (Den sorte drøm)
- 1911: Ballettänzerin (Balletdanserinden)
- 1911: Hendes Ære
- 1911: Mormonens offer
- 1911: Der Rächer seiner Ehre (Det bødes der for)
- 1911: Brennende Triebe
- 1911: Der dunkle Punkt (Det mørke punkt)
- 1911: Das Recht der Jugend (Ungdommens Ret)
- 1911: Die Lüge des Lebens (Livets Løgn)
- 1912: Den sande kærlighed
- 1912: Sträflinge Nr. 10 und Nr. 13 (Den Undvegne)
- 1912: Indisches Blut (Tropisk kærlighed)
- 1912: Det gamle Købmandshus
- 1912: Rosenmontag (Livets baal)
- 1912: Ein Kind der Sünde (Jernbanens datter)
- 1912: For aabent Tæppe
- 1912: Der schwarze Kanzler (Den sorte kansler)
- 1912: Stunde der Versuchung (Onkel og Nevø)
- 1912: Der Todessprung aus der Zirkuskuppel (Dødsspring til hest fra cirkuskuplen)
- 1912: Du hast mich besiegt (Den stærkeste)
- 1912: Et drama paa havet
- 1912: Das Feuer überm Meer (Dødsangstens maskespil)
- 1912: Der Arzt seiner Ehre (Den glade Løjtnant)
- 1912: Eine Dollarprinzessin (Vor tids dame)
- 1912: Großmutters Wiegenlied (Operabranden)
- 1913: Wenn Blütenträume reifen (Skæbnens Veje)
- 1913: Amerikansk skoleskib
- 1913: En Bryllupsaften paa Hotel
- 1913: Einer Mutter Geheimnis (Fødselsdagsgaven)
- 1913: Elskovs magt
- 1913: Das Recht der Gattin (Hustruens Ret)
- 1913: En hofintrige
- 1913: Karnevallets Hemmelighed
- 1913: Herzenhandel (Strejken paa den gamle Fabrik)
- 1913: Hvem var Forbryderen?
- 1913: Die Flucht durch die Wolken (Flugten gennem Luften)
- 1913: Sünden unserer Zeit (Scenen og livet)
- 1913: Zufall des Glücks (Guldmønten)
- 1913: Et skud i mørket
- 1913: Das Gastspiel (Gæstespillet)
- 1913: Um hohen Preis (Højt spil)
- 1913: Nelly’s Forlovelse
- 1913: Skandalen paa Sørupgaard
- 1913: Lykken svunden og genvunden
- 1913: Liebelei (Elskovsleg)
- 1914: Grev Dahlborgs Hemmelighed
- 1914: Fra mørke til lys
- 1914: Expressens Mysterium
- 1914: Et vanskeligt Valg
- 1914: Fangens Søn
- 1914: The Monomaniac
- 1914: Ein Charakter (Arbejdet adler)
- 1914: Et Læreaar
- 1914: Revolutionshochzeit (Revolutionsbryllup)
- 1915: Der Laienprediger (Evangeliemandens liv)
- 1915: En opstandelse
- 1915: Die drei Schreine (Godsforvalteren)
- 1915: Pro Patria
- 1915: Kærlighedens triumf
- 1916: Die Flucht vor der Liebe oder Eine Gefahr für die Gesellschaft (En fare for samfundet)
- 1916: Børnevennerne
- 1916: Der schwimmende Vulkan (I livets brænding)
- 1916: Mumiens Halsbaand
- 1916: Det stjaalne ansigt
- 1916: Manden uden fremtid
- 1916: En Æresoprejsning
- 1916: Giftpilen
- 1917: Krigens Fjende
- 1917: Der tote Automobilist (Favoriten)
- 1917: Der tanzende Tor (Klovnen)
- 1917: Kærligheds-Væddemaalet
- 1917: Hjertekrigen paa Ravnsholt
- 1918: Das Geheimnis der Sphinx (Sfinxenx Hemmelighed)
- 1918: Der Flammentanz (Lydia)
- 1918: Luksuschaufføren
- 1918: Lykken
- 1918: For Sit Lands Ære
- 1918: Hendes Hjertes Ridder
- 1919: Liebesspiel (Kærlighedsleg)
- 1919: Hans store Chance
- 1919: Rytterstatuen
- 1919: Der gefesselte Sieger (Hvorledes jeg kom til Filmen)
- 1919: Den Æreløse
- 1920: Die Liebesgeschichte eines Schauspielers (En Skuespillers Kærlighed)
- 1920: Det døde Skib
- 1920: Die Liebe des Prinzen (Prinsens Kærlighed)